# Erbdrostenhof
El Erbdrostenhof es un palacio aristocrático barroco en Münster, situado en Salzstraße 38. Fue construido según los planos de Johann Conrad Schlaun para el drost hereditario de Münster Adolf Heidenreich, barón Droste zu Vischering, entre 1753 y 1757. El edificio de tres alas destaca por su diseño muy representativo en un espacio muy reducido. Johann Christoph Manskirch participó en el diseño escultórico. Los frescos de Nikolaus Loder, destruidos durante la Segunda Guerra Mundial, fueron reconstruidos por Paul Reckendorfer entre 1965 y 1967. 
La ciudad de Münster y la Asociación Regional de Westfalia-Lippe (LWL) han arrendado el Erbdrostenhof hasta el año 2057.

## Historia reciente
Tras ser destruido por los bombardeos aéreos sobre Münster durante la Segunda Guerra Mundial, el edificio fue restaurado entre 1953 y 1970 por la Asociación Regional de Westfalia-Lippe según planos antiguos. El salón de baile barroco reconstruido, en particular, es una creación espacial excepcional. Durante muchos años, el Erbdrostenhof albergó la Oficina de Preservación de Monumentos de Westfalia. Tras el traslado al Landeshaus Westfalen-Lippe se instalaron aquí otros departamentos culturales de la Asociación Regional de Westfalia-Lippe: la Oficina del Museo LWL para Westfalia, la Comisión Histórica, la Comisión Literaria para Westfalia y el Centro de Investigación Droste. Los episodios Wilsberg y la mujer muerta en el lago, Muerte por receta médica y Los anabaptistas de la serie de televisión Wilsberg de 1999 a 2007 muestran la fachada del Erbdrostenhof en varias tomas. En el Erbdrostenhof también se filmó, entre otros lugares, la película Blueprint de 2003, con la actriz Franka Potente de Dülmen. Para el episodio “Ein Fuß kommt selten allein” (Un pie rara vez viene solo) de la serie de televisión Tatort, se grabaron tomas interiores y exteriores en el Erbdrostenhof en 2015.   El Erbdrostenhof no sólo sirvió de escenario para producciones cinematográficas, sino que también se utilizó como cine al aire libre para las proyecciones de la serie de televisión Wilsberg. 
En diciembre de 2011, la LWL anunció una renovación de los elementos de la fachada de arenisca de Billerbeck, cuyo coste ascendería a unos 550 000 euros, para el verano de 2012. La renovación se llevó a cabo desde principios de julio de 2012 hasta finales de octubre de 2012.  Durante el proceso se limpiaron unos 800 metros cuadrados de superficie de arenisca en la fachada que da a la Salzstraße, así como otros 230 metros cuadrados en la fachada que da a la Ringoldsgasse. La fachada no había sido renovada desde hacía más de 20 años. Además se restauraron las más de 50 ventanas que dan a la Salzstraße y a la Ringoldsgasse, que en los años 50 estaban hechas de pino. La renovación de la fachada fue financiada por la Fundación Alemana para la Protección de Monumentos con 250.000 euros de la herencia asignada a un médico sin hijos de Münsterland. El tejado necesita ser renovado. También está pendiente la renovación de la fachada trasera.

## Instrumentos de teclado históricos
La LWL mantiene una colección de exquisitos instrumentos de teclado históricos en el Erbdrostenhof como parte de su labor de preservación del paisaje cultural. El conde de Landsberg-Velen nos ha prestado un clavicémbalo Ruckers de tres órdenes y dos manuales del año 1640, uno de los instrumentos de teclado históricos más importantes del mundo. Los instrumentos se presentan al público interesado cada año en los “Conciertos Erbdrostenhof”, organizados en cooperación con la ciudad de Münster.

## Enlaces web
- Sitio web oficial
- Erbdrostenhof – muenster.de
- Erbdrostenhof – muensterland.de
- Erbdrostenhof – muensterland-tourismus.de
- Erbdrostenhof en el archivo de imágenes del Centro de Medios de LWL para Westfalia

- Datos: Q1348242
- Multimedia: Erbdrostenhof / Q1348242